# Serendib (djur)
Serendib är ett släkte av spindlar.
Serendib ingår i familjen flinkspindlar.
Kladogram enligt Catalogue of Life:
| Serendib | \| \| Serendib suthepica \| \| \| \| \| \| Serendib volans \| \| \| \| |
|          | \| \| Serendib suthepica \| \| \| \| \| \| Serendib volans \| \| \| \| |
|          | Serendib suthepica                                                     |
|          |                                                                        |
|          | Serendib volans                                                        |
|          |                                                                        |